# Roscrea
Roscrea (in irlandese: Ros Cré) è una cittadina nella contea di North Tipperary, in Irlanda.